# Lidia Vinyes Curtis
Lidia Vinyes Curtis és una mezzosoprano catalana.
Estudià cant líric amb Jorge Sirena i violí en el Conservatori Superior de Música del Liceu. Després estudià al Conservatori de Música de Tolosa de Llenguadoc i a la Schola Cantorum Basiliensis, on s'especialitzà en música antiga. De la interpretació del violí amb formacions com l'Ensemble Baroque de Limoges i Al Ayre Español, passà al cant en la tessitura de mezzosoprano.
El 2013 va guanyar el concurs de la Bachwoche dins de la Bachakademie Stuttgart, fet que la va convertir en solista habitual en molts concerts dirigits per Helmuth Rilling, especialment per a interpretacions d'obres de Bach. També ha actuat sota la direcció de Sigiswald Kuijken, com a solista de l'ensemble Bach-Vokal d'Stuttgart i amb Gustavo Dudamel. Canta habitualment amb l'Orquestra Barroca Catalana.
L'inici de la seva carrera operística fou en l'Atlàntida de Manuel de Falla. Al Gran Teatre del Liceu debutà la temporada en el paper d'Ascanio al Benvenuto Cellini d'Hector Berlioz. Dins del repertori operístic, ha interpretat Emilia a l'Otello de Rossini, Zulma a L'Italiana in Algeri de Rossini o Eduige a la Rodelinda de Haendel, entre d'altres. Amb el conjunt Concerto Campestre ha fet el primer enregistrament mundial de l'òpera L'angelica del compositor portuguès João de Sousa Carvalho.

## Discografia
- L'Angelica de João de Sousa Carvalho (Naxos, primer enregistrament mundial).
- Goyescas d'Enric Granados (BBC).
- Passió segons Sant Mateu de Johann Sebastian Bach.
- Love de Tomasz Luc.